# Ерик Адамс
Ерик Адамс (на английски: Eric Adams) е псевдоним на американския певец и музикант Луис (Лу) Маруло. Роден е в Обърн, Ню Йорк на 12 юли 1952 г. Вокалист на хевиметъл групата „Меноуър“ (на английски Manowar) от самото ѝ създаване.

## Биография
Псевдонимът Ерик Адамс идва от първите имена на двамата му сина Ерик Маруло и Адам Маруло.
Ерик Адамс започва да пее на 9-годишна възраст. На 11 заедно с трима приятели създава групата „The Kidz“, която през 1965 г. издава сингъл „Meet the Kidz“. През 1965 година, част от сингъла е А-side песента Lovin' Everyday, заедно с B-side-ът-Flipped hair and lace.
В училище двамата с Джоуи ДеМайо са били приятели, но до основаването на Меноуър никога не са свирили заедно. Преди да отиде в Меноуър, Ерик Адамс е бил член на групата Jade. Освен да пее, Ерик Адамс също така може да свири на китара. Не се знае защо е престанал да свири на китара и е станал чист вокалист. Адамс може да свири също така и на барабани и клавири.